# Zuidelijke stofuil
De zuidelijke stofuil (Hoplodrina ambigua) is een vlinder uit de familie Noctuidae, de uilen. De voorvleugellengte bedraagt tussen de 13 en 15 millimeter. De soort komt verspreid over Europa voor. Hij overwintert als rups.

## Waardplanten
De zuidelijke stofuil heeft als waardplanten allerlei kruidachtige planten.

## Voorkomen in Nederland en België
De zuidelijke stofuil is in Nederland en België een algemene soort, die verspreid over het hele gebied kan worden gezien. In het noordoosten van Nederland is de soort minder algemeen. De vlinder kent twee generaties, die vliegen van begin mei tot halverwege oktober. De aantallen van de tweede generatie zijn groter dan van de eerste.